# Paroplitis kakhetiensis
Paroplitis kakhetiensis is een insect dat behoort tot de orde vliesvleugeligen (Hymenoptera) en de familie van de schildwespen (Braconidae). De wetenschappelijke naam van de soort werd voor het eerst geldig gepubliceerd door Japoshvili, Fujie en Fernandez-Triana in 2021.